# 阿尔伯特·迈克耳孙
阿尔伯特·亚伯拉罕·迈克耳孙（英語：Albert Abraham Michelson，1852年12月29日—1931年5月9日），又譯「邁克生」、「迈克耳逊」，波蘭裔美国藉物理学家，以测量光速而闻名，尤其是迈克耳孙-莫雷实验。迈克耳孙是1907年诺贝尔物理学奖获得者，也是美国芝加哥大学物理系的创立者及第一任系主任。

## 生平
迈克耳孙出生在波兰的小镇史翠诺（当时属于普鲁士帝国的波兹南省）的一个犹太商人家庭。在他还只有两岁时全家移民美国，跟随着作为商人的父亲，他的成长大致上经历了加利福尼亚的矿业小镇Murphy、内华达州的弗吉尼亚城。
1869年，迈克耳孙进入美国海军学院（位于马里兰州首府安纳波利斯），并于1873年毕业。迈克耳孙早先就着迷于科学，特别是光速的测量问题。1881年，海军委派他到欧洲学习两年。1883年，他接受了凱斯西儲大學（位于俄亥俄州克利夫兰）的邀请，成为那里的物理教授，并专心研究改进干涉仪。1887年他利用这种干涉仪，和爱德华·莫雷共同进行了著名的迈克耳孙-莫雷实验，这个试验排除了以太的存在。后来，他又转而用天文光学干涉测量法进行对恒星的直径和双星间距离的测量。
1889年开始，他在麻萨诸塞州伍斯特的克拉克大学任教授。1892年被指派到一个全新的大学——芝加哥大学任物理学系第一任主任。1907年，迈克耳孙因为“发明光学干涉仪并使用其进行光谱学和基本度量学研究”而成为美国第一个诺贝尔物理学奖获得者；同年，他获得了科普利奖章。1916年和1923年，他还分别获得了亨利·德雷伯獎章和皇家天文学会金质奖章。
月球上的迈克耳孙环形山是以他的名字命名。
迈克耳孙于1931年5月9日逝世于加利福尼亚的帕萨迪纳。

## 光速的测量

### 早期
早在1877年，还是美国海军办事员时，迈克耳孙就开始改进萊昂·傅科的旋转镜片法，以测量光速。1878年，他大大改进了仪器，并进行了一些初步测量。他的这些研究引起了当时的航海星曆局（Nautical Almanac Office）主任西蒙·紐康的注意。紐康自己在这方面已经有比较深入的研究计划。1879年，迈克耳孙公布了他的测量结果（299,910±50 km/s），随后就前往华盛顿特区加入紐康，开始了他们的长时间的专业合作和个人友谊。
此时紐康的科研资金充足，又有迈克耳孙的加入，很快得出了新的观测值（299,860±30 km/s），正好在迈克耳孙的结果的（误差）临界值上。迈克耳孙也不断改进他的方法，在1883年发表了新的测量结果 299,853±60 km/s，与他导师的数字非常接近。

### 威尔逊山
1906年，美国国家标准局的 E. B. Rosa 和 N. E. Dorsey 利用一种新型的电学方法获得了299,781±10 km/s的光速值。虽然这个结果后来被证明是（由于当时的电气标准）有严重偏颇的，但这似乎也开始了测量值宁低勿高的风气。
从1920年起，迈克开始规划从威尔逊山天文台的最终测量，所用的基线延伸到Lookout Mountain，一个约22英里远的位于圣安东尼奥山（“老秃子”）南部山脊的突出的肿块。
1922年，美国海岸和大地测绘组开始了为期两年的辛苦的基线测量，使用市面上新近研发的不胀钢钢条。利用1924年建立的基线长度，光速测量在接下来的两年内得以进行，获得299,796±4 km/s的公布值。
此次光速测量十分著名，但也饱受问题困扰，其中最大的问题是森林火灾导致的烟雾，模糊了反射的镜像。另外，深入细致的大地测量，尽管估计误差小于百万分之一，也很可能由于1925年6月29日的圣巴巴拉地震（约里氏6.3级）导致的基线偏移而受到了影响。
今日耳熟能详的迈克尔逊-莫雷实验在当时就对学界有很大的影响；爱因斯坦就是使用相似的光学仪器，证实了他的广义相对论和狭义相对论。这些精密的仪器以及相关的合作，离不开同时代物理学家代顿·米勒，亨德里克·洛伦兹和罗伯特·森兰的参与。

## 天文干涉仪
1920年到1921年间，迈克耳孙和皮斯在人类史上首次测量出太阳以外的星体的直径。他们在威尔逊山天文台用天文光学干涉仪测量出红巨星參宿四的直径。在此之后，迈克耳孙继续在对恒星直径和双星间距离的测量上花费了更多的精力。

## 引用和注释
1. ↑  . www.lib.uchicago.edu.   [2019-08-02]. （原始内容存档于2017-10-21）.
2. ↑  . www.lib.uchicago.edu.   [2019-08-02]. （原始内容存档于2019-09-07）.
3. ↑  . history.aip.org.   [2019-08-02]. （原始内容存档于2019-03-22）.
4. ↑  Garner, C. L., Captain (retired).  (PDF). U.S. Coast and Geodetic Survey Journal (Coast and Geodetic Survey). April 1949: 68–74  [August 13, 2009]. （原始内容 (PDF)存档于2009-03-25）.